# بیپورت (مینه‌سوتا)
بیپورت، مینه‌سوتا (به انگلیسی: Bayport, Minnesota) یک شهر در ایالات متحده آمریکا است که در مینه‌سوتا واقع شده‌است.

## خصوصیات
بیپورت ۴٫۵۳ کیلومترمربع مساحت و ۳٬۴۷۱ نفر جمعیت دارد و ۲۱۶ متر بالاتر از سطح دریا واقع شده‌است.